# Alsfeld-Elbenrod
Elbenrod ist ein Stadtteil von Alsfeld im mittelhessischen Vogelsbergkreis. Der Ort liegt etwa sechs Kilometer nordöstlich vom Hauptort am Flüsschen Berf. Durch den Ort verläuft die Landesstraße 3295.

## Ortsgeschichte

### Mittelalter
Die älteste bekannte gesicherte Erwähnung Elbenrods erfolgte 1238. „bona in Elbenrot“ (das Gut in Elbenrod) heißt es in einer Urkunde des Klosters Immichenhain. Deutlich älter ist ein Eintrag in einem Kopiar des Klosters Fulda aus dem Jahre 812. Bei dem Kopiar handelt es sich um den Codex Eberhardi. Dort heißt es: „usque ad Elbuuinesrod“ (bis Elbenrod). Allerdings ist die Verortung von „Elbuuinesrod“ unsicher. 1332 gibt eine Urkunde an: „in villa Elbinrode“ (im Dorf Elbenrod). Hier wird die Siedlungsform Dorf für Elbenrod genannt. In einem Salbuch von 1574 findet sich der Name: „Elberodt“.
Der Ortsname bezieht sich auf den Rufnamen Albwin, vgl. auch Elpenrod.
Zwischen Hattenrod und Alsfeld-Elbenrod lag der spätere wüst gefallene Ort Ingebrechterode. In einer Urkunde von 1501 wird dieser Ort als Wüstung bezeichnet.

### Neuzeit
Die Statistisch-topographisch-historische Beschreibung des Großherzogthums Hessen berichtet 1830 über Elbenrod:

„Elbenrod (L. Bez. Alsfeld) evangel. Filialdorf; liegt an der Churhessischen Grenze 1 St. von Alsfeld, hat 46 Häuser und 285 Einw., die außer 1 Kath. evangelisch sind. Dieser Ort kann unter die wohlstehenden Dörfer des Bezirks gezählt werden.“

Zum 31. Dezember 1971 wurde die bis dahin selbständige Gemeinde Elbenrod im Zuge der Gebietsreform in Hessen auf freiwilliger Basis als Stadtteil nach Alsfeld eingegliedert. Für Elbenrod, wie für die übrigen Stadtteile von Alsfeld, wurde ein Ortsbezirk eingerichtet.

### Verwaltungsgeschichte im Überblick
Die folgende Liste zeigt die Staaten und Verwaltungseinheiten, denen Elbenrod angehört(e):
- vor 1567: Heiliges Römisches Reich, Landgrafschaft Hessen,
- ab 1567: Heiliges Römisches Reich, Landgrafschaft Hessen-Marburg, Amt Alsfeld[14]
- 1604–1648: Heiliges Römisches Reich, strittig zwischen Landgrafschaft Hessen-Darmstadt und Landgrafschaft Hessen-Kassel (Hessenkrieg bis 1648)
- ab 1604: Heiliges Römisches Reich, Landgrafschaft Hessen-Darmstadt, Oberfürstentum Hessen, Oberamt Alsfeld, Amt Alsfeld
- ab 1806: Großherzogtum Hessen, Fürstentum Oberhessen, Oberamt Alsfeld, Amt Alsfeld[15][16]
- ab 1815: Großherzogtum Hessen, Provinz Oberhessen, Amt Alsfeld[17]
- ab 1821: Großherzogtum Hessen, Provinz Oberhessen, Landratsbezirk Romrod[18][Anm. 2]
- ab 1829: Großherzogtum Hessen, Provinz Oberhessen, Landratsbezirk Alsfeld
- ab 1832: Großherzogtum Hessen, Provinz Oberhessen, Kreis Alsfeld
- ab 1848: Großherzogtum Hessen, Regierungsbezirk Alsfeld
- ab 1852: Großherzogtum Hessen, Provinz Oberhessen, Kreis Alsfeld
- ab 1867: Norddeutscher Bund, Großherzogtum Hessen, Provinz Oberhessen, Kreis Alsfeld
- ab 1871: Deutsches Reich, Großherzogtum Hessen, Provinz Oberhessen, Kreis Alsfeld
- ab 1918: Deutsches Reich, Volksstaat Hessen, Provinz Oberhessen, Kreis Alsfeld
- ab 1938: Deutsches Reich, Volksstaat Hessen, Landkreis Alsfeld
- ab 1945: Deutsches Reich, Amerikanische Besatzungszone, Groß-Hessen, Regierungsbezirk Darmstadt, Landkreis Alsfeld
- ab 1946: Deutsches Reich, Amerikanische Besatzungszone, Hessen, Regierungsbezirk Kassel, Landkreis Ziegenhain
- ab 1949: Bundesrepublik Deutschland, Hessen, Regierungsbezirk Kassel, Landkreis Ziegenhain
- ab 1972: Bundesrepublik Deutschland, Hessen, Regierungsbezirk Kassel, Vogelsbergkreis, Stadt Alsfeld
- ab 1981: Bundesrepublik Deutschland, Hessen, Regierungsbezirk Gießen, Vogelsbergkreis, Stadt Alsfeld

### Gerichtszugehörigkeit seit 1803
In der Landgrafschaft Hessen-Darmstadt wurde mit Ausführungsverordnung vom 9. Dezember 1803 das Gerichtswesen neu organisiert. Für die Provinz Oberhessen wurde das Hofgericht Gießen als Gericht der zweiten Instanz eingerichtet. Die Rechtsprechung der ersten Instanz wurde durch die Ämter bzw. Standesherren vorgenommen und somit für Elbenrod durch das Amt Alsfeld. Nach der Gründung des Großherzogtums Hessen 1806 wurden die Aufgaben der ersten Instanz 1821 im Rahmen der Trennung von Rechtsprechung und Verwaltung auf die neu geschaffenen Landgerichte übertragen. „Landgericht Alsfeld“ war daher von 1821 bis 1879 die Bezeichnung für das erstinstanzliche Gericht in Alsfeld, das heutige Amtsgericht, das für Elbenrod zuständig war.
Anlässlich der Einführung des Gerichtsverfassungsgesetzes mit Wirkung vom 1. Oktober 1879, infolge derer die bisherigen großherzoglich hessischen Landgerichte durch Amtsgerichte an gleicher Stelle ersetzt wurden, während die neu geschaffenen Landgerichte nun als Obergerichte fungierten, kam es zur Umbenennung in Amtsgericht Alsfeld und Zuteilung zum Bezirk des Landgerichts Gießen.

## Bevölkerung

### Einwohnerstruktur 2011
Nach den Erhebungen des Zensus 2011 lebten am Stichtag dem 9. Mai 2011 in Elbenrod 372 Einwohner. Darunter waren 6 (1,6 %) Ausländer.
Nach dem Lebensalter waren 60 Einwohner unter 18 Jahren, 132 zwischen 18 und 49, 84 zwischen 50 und 64 und 93 Einwohner waren älter. Die Einwohner lebten in 144 Haushalten. Davon waren 24 Singlehaushalte, 51 Paare ohne Kinder und 48 Paare mit Kindern, sowie 18 Alleinerziehende und 3 Wohngemeinschaften. In 36 Haushalten lebten ausschließlich Senioren und in 72 Haushaltungen lebten keine Senioren.

### Einwohnerentwicklung
| • 1791: | 224 Einwohner            |
| • 1800: | 224 Einwohner            |
| • 1806: | 246 Einwohner, 39 Häuser |
| • 1829: | 285 Einwohner, 46 Häuser |
| • 1867: | 249 Einwohner, 43 Häuser |

| Elbenrod: Einwohnerzahlen von 1791 bis 2020 | Elbenrod: Einwohnerzahlen von 1791 bis 2020 | Elbenrod: Einwohnerzahlen von 1791 bis 2020 | Elbenrod: Einwohnerzahlen von 1791 bis 2020 | Elbenrod: Einwohnerzahlen von 1791 bis 2020 |
| --- | ------------------------------------------- | ------------------------------------------- | ------------------------------------------- | ------------------------------------------- |
| Jahr |                                             |                                             |                                             | Einwohner                                   |
| 1791 | 1791                                        |                                             | 224                                         | 224                                         |
| 1800 | 1800                                        |                                             | 224                                         | 224                                         |
| 1806 | 1806                                        |                                             | 246                                         | 246                                         |
| 1829 | 1829                                        |                                             | 285                                         | 285                                         |
| 1834 | 1834                                        |                                             | 305                                         | 305                                         |
| 1840 | 1840                                        |                                             | 277                                         | 277                                         |
| 1846 | 1846                                        |                                             | 298                                         | 298                                         |
| 1852 | 1852                                        |                                             | 337                                         | 337                                         |
| 1858 | 1858                                        |                                             | 295                                         | 295                                         |
| 1864 | 1864                                        |                                             | 284                                         | 284                                         |
| 1871 | 1871                                        |                                             | 307                                         | 307                                         |
| 1875 | 1875                                        |                                             | 289                                         | 289                                         |
| 1885 | 1885                                        |                                             | 276                                         | 276                                         |
| 1895 | 1895                                        |                                             | 271                                         | 271                                         |
| 1905 | 1905                                        |                                             | 303                                         | 303                                         |
| 1910 | 1910                                        |                                             | 312                                         | 312                                         |
| 1925 | 1925                                        |                                             | 305                                         | 305                                         |
| 1939 | 1939                                        |                                             | 357                                         | 357                                         |
| 1946 | 1946                                        |                                             | 482                                         | 482                                         |
| 1950 | 1950                                        |                                             | 489                                         | 489                                         |
| 1956 | 1956                                        |                                             | 453                                         | 453                                         |
| 1961 | 1961                                        |                                             | 444                                         | 444                                         |
| 1967 | 1967                                        |                                             | 416                                         | 416                                         |
| 1970 | 1970                                        |                                             | 430                                         | 430                                         |
| 1980 | 1980                                        |                                             | ?                                           | ?                                           |
| 1990 | 1990                                        |                                             | ?                                           | ?                                           |
| 2000 | 2000                                        |                                             | ?                                           | ?                                           |
| 2006 | 2006                                        |                                             | 415                                         | 415                                         |
| 2011 | 2011                                        |                                             | 372                                         | 372                                         |
| 2015 | 2015                                        |                                             | 377                                         | 377                                         |
| 2020 | 2020                                        |                                             | 373                                         | 373                                         |
| Datenquelle: Historisches Gemeindeverzeichnis für Hessen: Die Bevölkerung der Gemeinden 1834 bis 1967. Wiesbaden: Hessisches Statistisches Landesamt, 1968. Weitere Quellen: LAGIS; Stadt Alsfeld: 2006, 2015, 2020; Zensus 2011 |                                             |                                             |                                             |                                             |

### Historische Religionszugehörigkeit
| • 1829: | 294 evangelische, ein römisch-katholischer Einwohner               |
| • 1961: | 381 evangelische (= 85,81 %), 62 katholische (= 13,96 %) Einwohner |

## Politik
Für Elbenrod besteht ein Ortsbezirk (Gebiete der ehemaligen Gemeinde Elbenrod) mit Ortsbeirat und Ortsvorsteher nach der Hessischen Gemeindeordnung.
Der Ortsbeirat besteht aus fünf Mitgliedern. Bei den Kommunalwahlen in Hessen 2021 betrug die Wahlbeteiligung zum Ortsbeirat 52,04 %. Alle Kandidaten gehörten der „Wählergemeinsachaft Elbenrod“ an. Der Ortsbeirat wählte Bernd Wettlaufer zum Ortsvorsteher.

## Kultur und Sehenswürdigkeiten

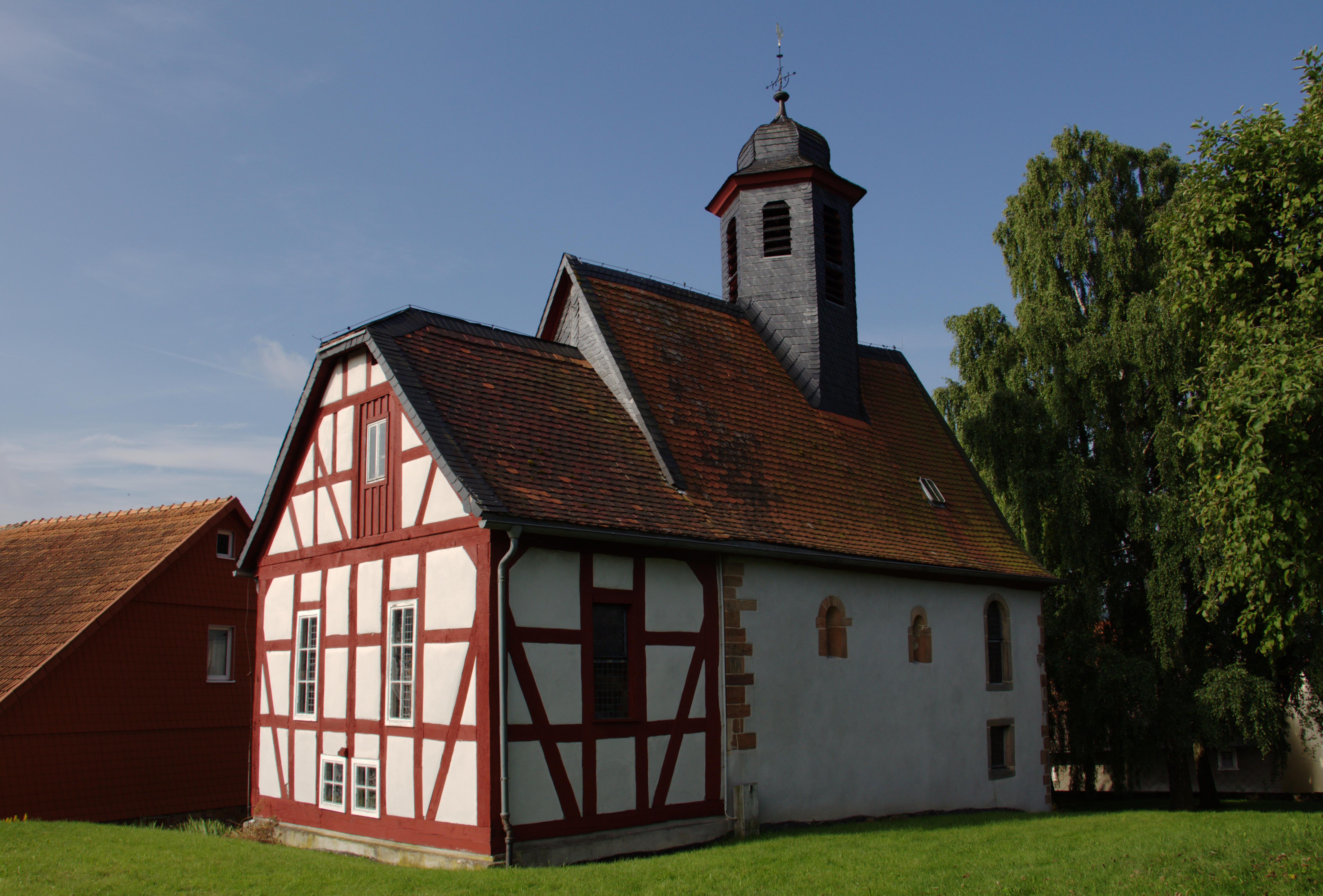
Evangelische Kirche in Elbenrod

Sehenswert sind die evangelische Kirche aus dem 12. Jahrhundert, Grenzsteine aus dem 15. Jahrhundert und die gut erhaltenen Hofreiten.